# El Greco (película de 2007)
El Greco es una película de Yannis Smaragdis que muestra la vida del pintor así apodado, desde sus inicios como pintor de iconos en la isla de Creta hasta su triunfo en Toledo.

## Argumento
Vida del pintor el Greco (1541-1614), encarnado por Nick Ashdon, desde sus primeros éxitos como pintor de iconos en Creta hasta su actividad como pintor de retablos y retratos en Toledo. 
Nacido con el nombre de Domenikos Theotokopoulos, marcha de su tierra natal en Creta tras un dramática matanza. La isla estaba dominada por la República de Venecia y los cretenses tenían ocasionales enfrentamientos con las tropas ocupantes.
El Greco se traslada a Venecia. Quiere la independencia de Creta y rechaza Venecia como enemiga de su tierra, pero entiende que es su destino para prosperar como artista. Además, su romance con la hija del gobernador veneciano (Dimitra Matsouka) le pone en una situación peligrosa si permanece en la isla. 
El Greco entra en el taller del viejo pintor Tiziano, quien le aconseja prudencia cuando trate a los poderosos. En el taller, el Greco conoce además a un religioso español, el futuro cardenal Fernando Niño de Guevara, quien aprecia su talento, del que el Greco no está seguro. Niño de Guevara le sugiere que se dedique a la pintura religiosa de manera más moderada, pues reconoce que su manera de pintar es «peligrosa». 
El argumento de la película omite la estancia del Greco en Roma y su intento de trabajar para Felipe II de España en el Monasterio de El Escorial, y pasa directamente a la etapa del pintor a Toledo y su conflicto con el cabildo de la catedral por el cuadro El expolio. El nuevo cardenal Niño de Guevara interviene en defensa del pintor, si bien el cuadro es inicialmente rechazado.
A partir de ese momento, el cardenal se inmiscuye de manera creciente en la vida del Greco, presionándole para que controle su peculiar estilo y lo dedique a cuadros religiosos más ortodoxos. También presiona a la nueva pareja del artista (Laia Marull) y le recomienda que no le desvíe de las metas que le ha marcado.
La relación entre el Greco y Niño de Guevara se va agriando, en especial porque éste ejerce de inquisidor con crueldad. El pintor le pide que libere a un detenido de origen cretense, a lo que el cardenal accede pidiendo algo a cambio. Posa ante el Greco para un retrato, pero el resultado le desagrada y este incidente empeora aún más la relación entre ambos. Con el pretexto de que el Greco y su pareja han tenido un hijo sin estar casados, Niño de Guevara le llama a testificar ante la Inquisición.

## Comentarios
Película basada en una novela de Dimitris Siatopoulos, incurre en múltiples errores históricos tanto sobre la biografía del artista como sobre Tiziano y otras cuestiones de la época. El argumento añade un romance prohibido y un encontronazo entre el Greco y la Inquisición, que en realidad no ocurrieron.
Financiada en su mayor parte por instituciones de Grecia, la película resalta de manera un tanto excesiva los vínculos entre el Greco y su tierra natal. El conflicto de la dominación de la isla por parte de Venecia ocupa bastante metraje de la película, lo que puede explicar que se omitan episodios importantes de la vida del artista, como su paso por Roma y su fallido contacto con Felipe II.
Tal vez para ganar gancho comercial, la película añade pinceladas amorosas muy novelescas (una antigua amante convertida en monja) así como conflictos entre el Greco y el cardenal Niño de Guevara. Todos estos añadidos son incongruentes con la biografía real del artista y con el contexto social que se vivía entonces. También se resalta el aprendizaje del pintor con el viejo maestro Tiziano, una relación que es cuestionada por los historiadores, que suponen que el Greco se inspiró en dicho pintor pero que no llegó a trabajar con él.  
La película fue rodada en Atenas, Rodas y Creta. En la presentación de la película estuvo la reina Sofía.